# 전천추
전천추(田千秋, ? ~ 기원전 77년)는 전한 중기의 관료로, 경조윤 장릉현(長陵縣) 사람이다. 제나라 전씨의 후손이다.

## 생애
고조의 종묘의 낭중(郞中)을 지내던 중, 여태자가 반란을 일으켰다(무고의 난). 전천추는 무제에게 여태자를 변호하는 내용의 글을 올렸다.
| “ | "자식이 아비의 무기를 갖고 놀았을 경우, 채찍으로 잘못을 다스린다. 천자의 자식이 실수로 사람을 죽였으면, 어떻게 벌한단 말인가?" 머리맡에서 백발의 노인이 제게 이렇게 말하였습니다. | ” |

전천추를 만나본 무제는 고조의 영혼이 전천추를 통하여 자신을 일깨운 것이라 생각하고, 바로 전천추를 대홍려에 임명하였고, 몇 달 후 승상으로 승진시키고 부민후(富民侯)에 봉하였다.
단 한 번의 진언으로 이 정도의 고관에 이른 유례가 없었고, 또 아무런 공적도 없이 승상이 된 것 또한 전대미문의 일이었기 때문에, 흉노의 선우도 이를 비웃었다. 하지만 전천추는 무고의 치죄에 열을 올리던 무제를 달랬기 때문에, 종전의 재상보다 낫다는 평을 들었다.
무제는 연로한 전천추를 배려하여, 조회 때 작은 수레를 타고 궁궐을 드나들게 해주었다. 때문에 전천추는 '차 승상'(車丞相)이라고 불렸다.
후원 2년(기원전 87년), 무제가 죽었다. 전천추는 대장군 곽광 등과 함께 무제의 유조를 받들어 소제를 옹립하였다. 국정은 곽광이 오로지하였고, 전천추는 이에 협력하였다.
원봉 4년(기원전 77년)에 죽으니 시호를 정(定)이라 하였고, 작위는 아들 전순이 이었다.

## 출전
- 사마천, 《사기》
  - 권96 장승상열전
- 반고, 《한서》
  - 권18 외척은택후표
  - 권19하 백관공경표 下
  - 권66 공손유전왕양채진정전

| 전임 상구성 | 전한의 대홍려 기원전 90년 ~ 기원전 89년 6월 정사일 | 후임 대인 |

| 전임 유굴리 | 전한의 승상 기원전 89년 6월 정사일 ~ 기원전 77년 | 후임 왕흔 |

| 선대 (첫 봉건) | 전한의 부민후 기원전 89년 6월 정사일 ~ 기원전 77년 | 후대 아들 전순 |